# Hannelore Leuthold
Hannelore Leuthold (* 1947) ist eine deutsche Kirchenjuristin, ehemalige Oberkirchenrätin in Sachsen und Richterin. Dem Verfassungsgerichtshof des Freistaates Sachsen gehörte sie fast 30 Jahre lang an.

## Beruflicher Werdegang
Hannelore Leuthold war Kirchenjuristin und Oberkirchenrätin in Sachsen.
Von 1998 bis 2001 war sie stellvertretende Beisitzerin im Schlichtungsausschuss nach § 12 Arbeitsrechtsregelungsgesetz der EKD.
2004 war sie Mitglied der 10. Generalsynode der Vereinigten Evangelisch-Lutherischen Kirche Deutschlands.
2007 ging sie in den Ruhestand.

## Ämter und Mitgliedschaften
Am 15. Juli 1993 wurden die ersten Mitglieder des neu gegründeten Verfassungsgerichtshofs des Freistaates Sachsen und ihre Stellvertreter im Sächsischen Landtag vereidigt, darunter auch Hannelore Leuthold als stellvertretendes Mitglied. Sie traten am selben Tag zu ihrer ersten Beratung zusammen. Hannelore Leuthold gehörte dem Gericht danach fast 30 Jahre lang an. Sie wurde mehrmals wiedergewählt und trat erst 2012 nicht mehr an.

## Engagement
Hannelore Leuthold engagierte sich zur Zeit der Wende bereits Anfang 1990 für die kommunale Selbstverwaltung. Sie gehörte zur Arbeitsgruppe Recht in der DDR der Dresdner Gruppe der 20, der unter anderem der spätere sächsische Staatsminister für Justiz Steffen Heitmann und der spätere Minister für Umwelt Arnold Vaatz angehörten. Die Bekräftigung der historischen Verbindung der Landeskirchen Sachsens und Braunschweig war Hannelore Leuthold nach der Wende ein Anliegen.